# Columnea peruviana
Columnea peruviana är en tvåhjärtbladig växtart som beskrevs av Alexander Zahlbruckner. Columnea peruviana ingår i släktet Columnea och familjen Gesneriaceae. Inga underarter finns listade i Catalogue of Life.